# 이케시마촌
이케시마촌(일본어: 池島村)은 일본 오사카부 나카카와치군에 있던 촌이다. 현재의 히가시오사카시 신이케시마정, 이케시마정에 해당한다.

## 역사
- 1889년 4월 1일 - 정촌제 시행에 의해 가와치군 이케시마촌이 성립하였다.
- 1896년 4월 1일 - 군 통합에 의해 나카카와치군이 성립하였다.
- 1929년 4월 1일 - 히라오카미나미촌과 합병해 나와테촌이 성립하여, 동일 이케시마촌은 폐지되었다.

## 참고문헌
- 角川日本地名大辞典 30 和歌山県